# Suskowate
Suskowate (Encyrtidae) – rodzina błonkówek z nadrodziny bleskotek.

## Zasięg występowania
Przedstawiciele tej rodziny występują na całym świecie.
W Polsce około 150 gatunków.

## Budowa ciała
Gatunki z tej rodziny osiągają 0,6 -5 mm długości (zwykle 2- 3 mm). Mezopleura duża i wypukła. Biodra środkowej pary nóg znajdują się na wysokości środka, lub nawet przedniej części mezopleuronu (u innych bleskotek są one położone dalej, bliżej tylnych niż przednich). Oczy u wielu gatunków duże, zachodzące na wierzchnią część głowy Czułki często różne u samic i samców: u samic są one maczugowate i pokryte krótką szczecinką, często też ich segmenty są spłaszczone, u samców zaś segmenty nigdy nie są spłaszczone, zwykle są pozbawione maczug na końcu i często pokryte długą szczecinką. W połowie długości goleni bardzo długa ostroga. Żyłka marginalna w przednim skrzydle bardzo krótka (często wręcz skrócona do punktu).
Ubarwienie ciała od żółtego lub pomarańczowego, przez zielone, szarobrązowe do czarnego, zazwyczaj metalicznie lśniące.

## Boiologia i ekologia
Suskowate są parazytoidami bardzo wielu grup owadów m.in. motyli (atakują jaja) chrząszczy z rodziny biedronkowatych czy sieciarek, najczęstszymi żywicielami są jednak pluskwiaki. Znany jest również gatunek atakujący kleszcze. Rozwijają się one zarówno w jajach jak i w larwach oraz postaciach dorosłych, często jako nadpasożyty.
Najliczniej występują na trenach ciepłych i suchych.

## Systematyka
Do suskowatych zaliczane są 2 podrodziny:
- Encyrtinae
- Tetracneminae